# David Henderson
David William Henderson é um matemático do Departamento de Matemática da Universidade de Cornell. O seu trabalho abrange as áreas da Geometria Algébrica, História Persa da Matemática e matemática para professores de matemática e futuros professores de Matemática. O seu trabalho sobre Filosofia da Matemática colocam-no na  Escola Intuicionista da Filosofia da Matemática. . A sua geometria prática, que ele revela e descobre com o seu trabalho em carpintaria, dá uma perspectiva da geometria como a ciência de compreender espaços infinitos através de propriedades locais. A Geometria Euclidiana é vista no seu trabalho como extensível aos espaços esférico e hiperbólico começando com a reformulação do Quinto Postulado  